# Oskar Hoffmann (Autor)
Oskar Hoffmann (* 29. Oktober 1866 in Gotha; † 21. Dezember 1928 in Wiesbaden) war ein deutscher Autor von Romanen und Aufsätzen des abenteuerlichen utopisch-technischen Bereiches.

## Leben
Nach seinen Jugendjahren in Halle und einem Volontariat in einer Berliner Sortimentsbuchhandlung bildete Hoffmann sich autodidaktisch weiter und brachte es im Lauf seines weiteren Lebens zum Autor mehrerer populär-naturwissenschaftlicher Werke (z. B. Erfindungen und Entdeckungen auf allen Gebieten der Wissenschaft und Technik. Radebeul und Leipzig: F. E. Bilz, o. J. [um 1900] und Das illustrierte Buch der Technik. Berlin: Neuer Allgemeiner Verlag, o. J. [um 1913]) und Aufsätze und vor allem mehrerer abenteuerlicher utopisch-technischer Romane. Der Volksliteratur-Forscher Heinz J. Galle vertritt unter Hinweis auf Textindizien (z. B. ähnliche Abbildungen eines Weltraumfahrzeuges, Thematisierung des „toten Punktes“ zwischen Erde und Mond als Ort der Gefahr) sogar die These, dass Hoffmann zumindest einige Bände der von 1908 bis ca. 1911/12 erschienenen utopisch-technischen Heftromanserie Der Luftpirat und sein lenkbares Luftschiff verfasst hat, und erwähnt, dass auch das vorliegende Buch als Lieferungsroman in zehn Heften erschienen ist.

## Werke
- populärwissenschaftliche Werke
  - Erfindungen und Entdeckungen auf allen Gebieten der Wissenschaft und Technik. Radebeul und Leipzig: F. E. Bilz, o. J. [um 1900]
  - Das illustrierte Buch der Technik. Berlin: Neuer Allgemeiner Verlag, o. J. [ca. 1913]
- utopische Romane
  - Mac Milfords Reisen im Universum. Von der Terra zur Luna oder Unter den Seleniten. Papiermühle: A. Weller & Co, 1902
  - Die Eroberung der Luft. Kulturroman vom Jahre 1940. Berlin und Leipzig: Hermann Seemann Nachf., o. J. (1902)
  - Unter Marsmenschen. Erzählung. Breslau: Schlesische Verlags-Anstalt v. S. Schottlander, 1905
  - Der Goldtrust. Internationaler Finanzroman. Berlin und Leipzig: Hermann Seemann Nachf., o. J. (1907)
  - Bezwinger der Natur. Phantasieroman. Berlin und Leipzig: Hermann Seemann Nachf., o. J. (1908)
  - Die vierte Dimension. Phantasieroman. Berlin und Leipzig: Hermann Seemann Nachf., o. J. (1909)
  - Fred W. Hamilton [Pseudonym]: Ypsilons Gefrorene Elektrizität. Der Roman einer phantastischen Erfindung. Berlin: Dr. Potthoff & Co., 1911.